# Саншу I
Са́ншу I (порт. Sancho I; 11 листопада 1154 — 26 березня 1211) — король Португалії (1185—1211). Представник португальської Бургундської династії. Народився в Коїмбрі, Португалія. П'ята дитина і другий син португальського короля Афонсу І та Матильди Савойської, дочки савойського графа Амадея III. Батько португальського короля Афонсу II. Регент королівства (1169—1185).
Учасник Реконкісти. Продовжив діяльність батька, спрямовану на утвердження самостійності Португалії. Одружився з арагонською інфантою Дульсою (1174), уклавши португальсько-арагонський союз. Вів війни із Леонським королівством у Галісії та мусульманськими державами на півдні Піренейського півострова. Першим із португальських монархів утримував Сілвеш (1188—1191)
Проводив активну колонізацію прикордонних земель, спустошених війнами; за підтримки своєї сестри Терези, графині Фландрії, заселяв країну фламандцями та бургундцями. Заклав місто Гуарда (1199), а також дарував права міського самоуправління Говеї та Ковіляну (1186), Брагансі (1187), Белмонте (1199) тощо. Сприяв розвитку землеробства, ремесел і торгівлі. Першим із португальських монархів почав земельно-правові конфлікти з Церквою та єпископами. Помер у Коїмбрі, похований у Коїмбрському монастирі Святого Хреста. Прізвисько — Засели́тель (порт. o Povoador).

## Імена
- Са́ншу I (порт. Sancho I) — у португальських джерелах.
- Са́ншу Афо́нсу (порт. Sancho Afonso) — по-батькові Афонсу.
- Са́ншу I Бургу́ндський (порт. Sancho I de Borgonha) — за назвою династії.
- Са́ншу Засели́тель (порт. Sancho, o Povoador) — за прізвиськом.
- Са́ншу-Марті́ню (порт. Sancho Martinho) — за хрещеним іменем.
- Са́ншу I Португа́льський (порт. Sancho I de Portugal) — за назвою країни.
- Са́нцій I (лат. Sancius I) — у латинських джерелах.
- Са́нчо I (ісп. Sancho I) — у кастильських, іспанських джерелах.
- Ма́ртин-Са́нцій (лат. Martinus Sancius) — в «Лузітанській хроніці»[1].

## Біографія

### Регент
Саншу І народився 11 листопада 1154 року в Коїмбрі, в родині португальського короля Афонсу І з Бургундського дому. Він був п'ятою дитиною і другим сином від законної дружини-королеви Матильди Савойської, доньки савойського графа Амадея ІІІ. Хлопець з'явився на світ у день святого Мартина Турського, тому батьки охрестили його Мартином (порт. Martinho, Мартіньо, Мартіню). 1155 року, коли помер його старший брат та престолонаслідник Енріке, він опинився єдиним спадкоємцем Португальської корони й отримав нове ім'я — Саншу (Санчо).
1169 року батько-король Афонсу отримав тяжке поранення в ногу під Бадахосом й не міг виконувати свої обв'язки як раніше. Від його імені державними справами почала керувати регентська рада, в якій за рішенням короля головою-регентом став Саншу. 15 серпня 1170 року батько висвятив сина-спадкоємця в лицарі й проголосив другою людиною в королівстві. Молодий регент займався як військовими, так і цивільними справами. Від 1173 року він ділив свої обов'язки із сестрою Терезою, яку офіційно проголосили престолонаслідницею на рівні з братом; вона займалася цивільним державними справами до 1184 року (коли була віддана заміж до Фландрії, за графа Філіппа). Крім цього, з вересня 1172 року в головуванні ради брав участь інфант Фернанду, бастард короля Афонсу.
1174 року Саншу одружився із арагонською інфантою Дульсою, молодшою сестрою арагонського короля Альфонсо ІІ. Цей шлюб створив союз Португалії та Арагону, скерований на укріплення незалежності обох королівств на Піренейському півострові . На той час монархи Кастильського та Леонського королівств не визнавали португальської самостійності, а Святий Престол зволікав із визнанням португальського королівського титулу. Того ж року Афонсу І по-суті відійшов від державних справ, ймовірно через хворобу, й передав усі важелі управління законному синові.
1178 року Саншу здійснив великий рейд вглиб мусульманських володінь в Іспанії. Здобувши перемоги у боях поблизу Севільї та на річці Гвадалквівір, він зірвав підготовку маврів до нападу на португальські землі.

### Король

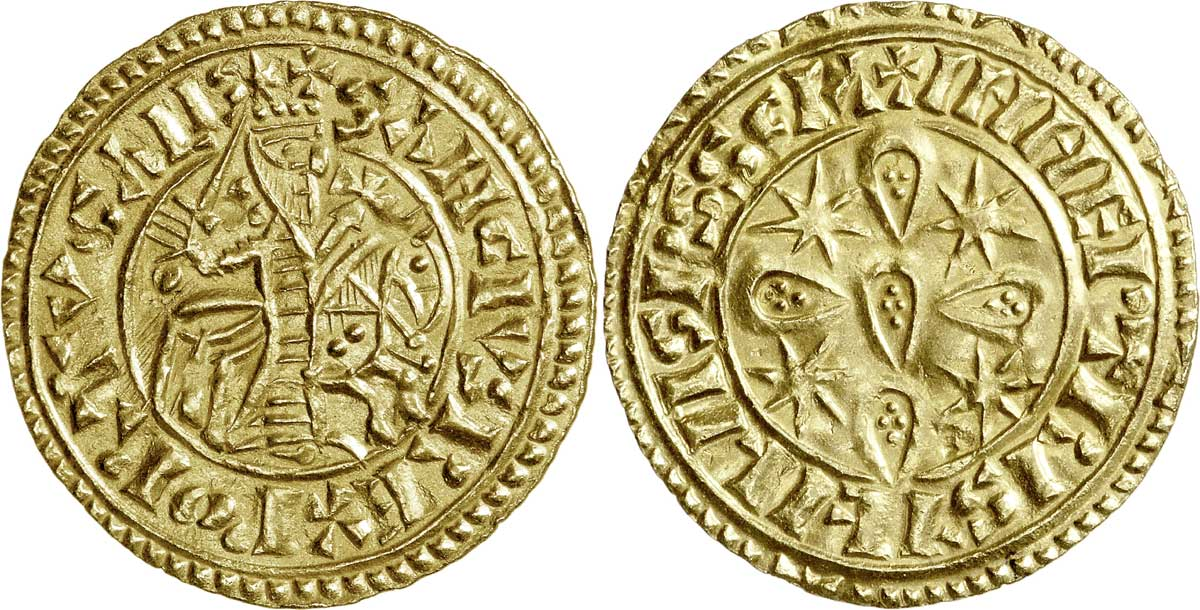
Золотий мурабітіну Саншу І з гербом королівства.

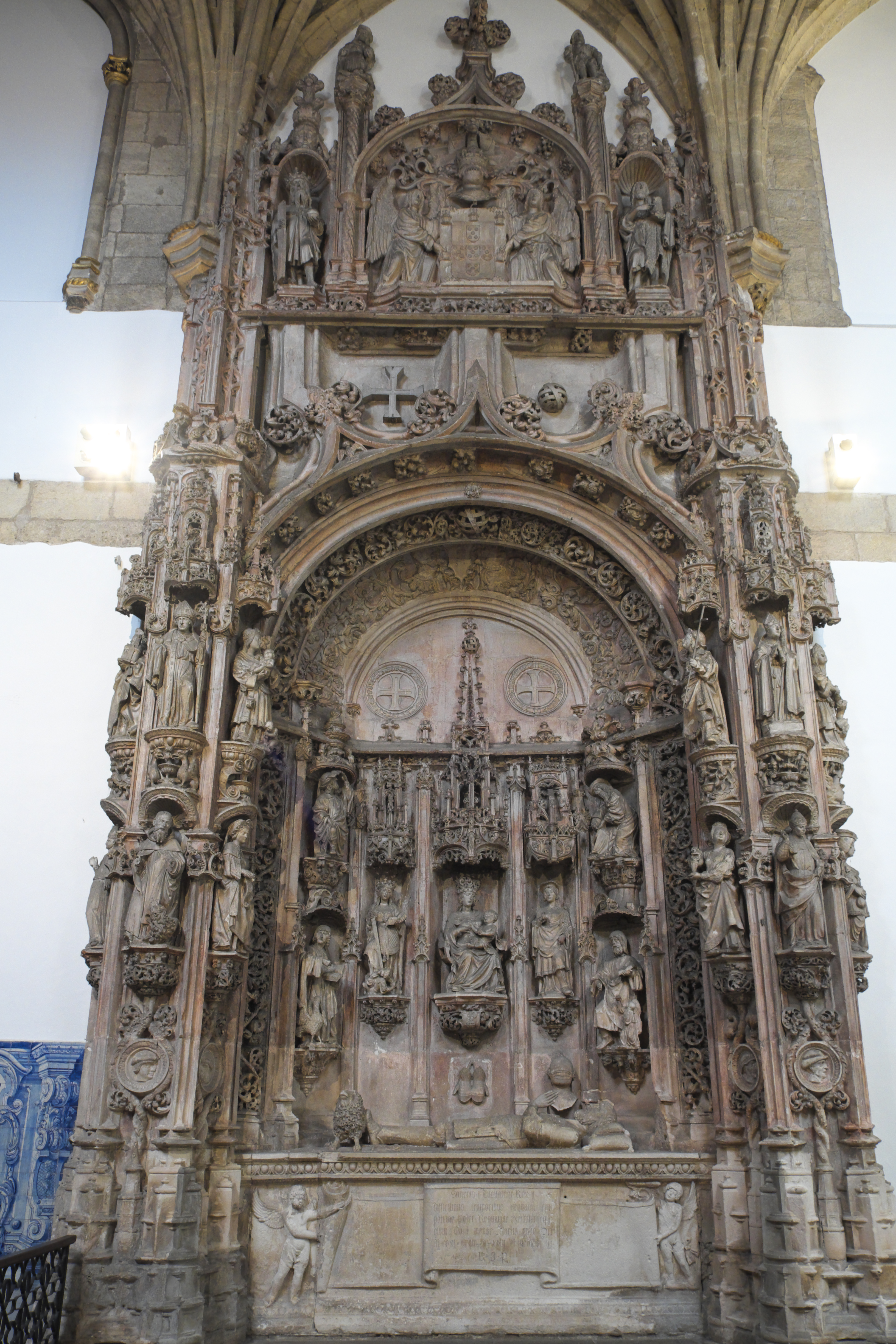
Гробниця Саншу І у монастирі Святого Хреста.

6 грудня 1185 року 76-річний король-батько Афонсу І помер; його 31-річний син Саншу І став другим королем Португалії. Офіційна коронація відбулася 9 грудня того ж року в Коїмбрському соборі. Столицею держави залишилася Коїмбра.
В часи свого правління Саншу І проводив перманентні військові операції на двох фронтах: на півночі йшла прикордонна війна за володіння Галісією проти Кастильсько-Леонського королівства, а на півдні — Реконкіста проти мусульманських держав-тайф. Боротьба тривала з перемінним успіхом. Так, 1188 року за допомоги хрестоносців-учасників Третього хрестового походу Саншу здобув мавританське місто Сілвеш, великий комерційний центр на півдні регіону Аль-Гарб (Алгарве), з населенням 20 тисяч осіб. Він укріпив його і спорудив Сілвешський замок, що зберігся до сьогодні. Але 1191 року місто знову захопили мавританські сили халіфа Абу Юсуфа Якуба аль-Мансура. Так само маври здобули Торреш-Новаш, що опирався 10 днів. Король не міг захистити свої здобутки на півдні через загрозу з боку Леону на півночі.
Саншу І присвячував багато уваги політичній та адміністративній організації Португальського королівства. Він накопичував золото у державній скарбниці, карбував власну монету; сприяв розвитку землеробства, ремесел та купецтва, які заохочував низькими податками та пільгами. На території провінцій Бейра та Трансмонтана король будував нові поселення, а також перетворював старі на містечка, надаючи їм самоврядування. Зокрема, Саншу заклав місто Гуарда (1199), а також дарував форалом муніципальні права Говейї та Ковіляну (1186), Брагансі (1187), Сан-Вісенте-да-Бейрі (1195) і Белмонте (1199). Ці заходи були скеровані, насамперед, на колонізацію малозаселених або безлюдних теренів королівства, особливо в прикордонних районах. Серед переселенців, запрошених Саншу, більшість походила з Фландрії та Бургундії, де правила його сестра Тереза. Завдяки такій політиці король отримав у історіографії прізвисько «Заселитель».
За життя Саншу І мав пристрасть до літератури та навчання. Він написав декілька збірників поезії, а також власним коштом делегував португальців до іноземних навчальних закладів, зокрема до Болонського університету. 1192 року король дарував 400 золотих Коїмбрському монастирю Святого Хреста для тих ченців, що хотіли навчатися у Франції.
У 1188 або 1189 році Саншу І передав своїй дружині Дульсі дохід з земель Воги, Санта-Марія-да-Фейри та Порту. В жовтні 1209 року він оприлюднив свій останній заповіт, що став причиною майбутньої політичної кризи. Згідно із цим заповітом королівські доньки-інфанти Тереза, Санша і Мафалда отримували титули королев та володіння у Центральній Португалії разом із замками в Монтемор-у-Велю, Аленкері та Сейї. Таке рішення йшло врозріз із планами королевича і спадкоємця трону Афонсу II, який прагнув централізації влади й володінь у королівських руках.
26 березня 1211 року Саншу І помер в Коїмбрі, у 56-річному віці. Його поховали у Коїмбрському монастирі Святого Хреста, поруч із батьком Афонсу. Новим португальським королем став Афонсу ІІ.

## Сім'я

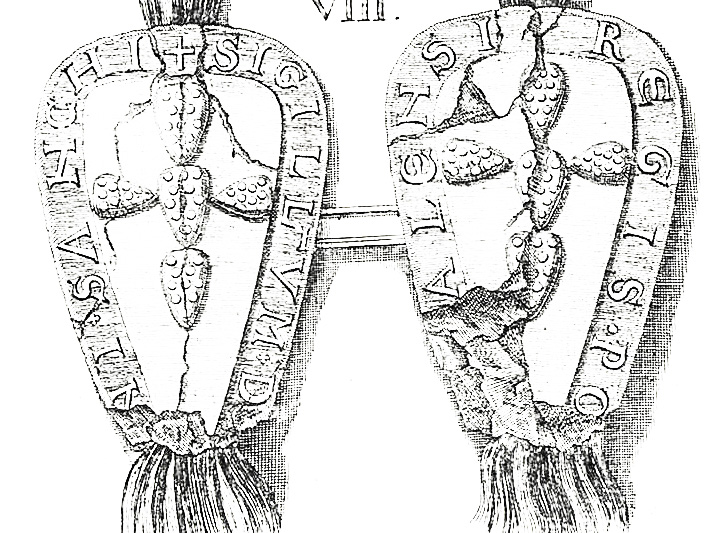
Промальовка вислої печатки Саншу І 1189 року.

Дружина — Дульса (1160—1198), донька Рамона-Беренгера IV, графа Барселонського
Діти:
- Тереза (1175/1176—1250) — португальська інфанта ∞ Альфонсо IX, леонський король.
- Санша (1180—1229) — португальська інфанта, засновниця і абатиса Селашського монастиря.
- Конштанса (1182—1202) — португальська інфанта, померла в молодому віці.
- Афонсу II (1186—1223) — король Португалії (1212—1223).
- Раймунд (1187/1188—1188/1189) — португальський інфант, помер у дитинстві[18].
- Педру (1187—1258) — португальський інфант ∞ Аврембія, уржельська графиня[18].
- Фернанду (1188—1233) — португальський інфант ∞ Жанна І, фландрська графиня.
- Енріке (1189.3—1189.12) — португальський інфант, помер у дитинстві[18].
- Мафалда (1195/1196—1256) — португальська інфанта ∞ Енріке I, кастильський король.
- Беренгарія (1196/1198—1221) — португальська інфанта ∞ Вальдемар II, данський король.
- Бранка (1198—1240) — португальська інфанта, черниця Гвалалахарського монастиря[19].

Коханка — Марія Айреш
- вісім бастардів

## У культурі

### Образотворче мистецтво

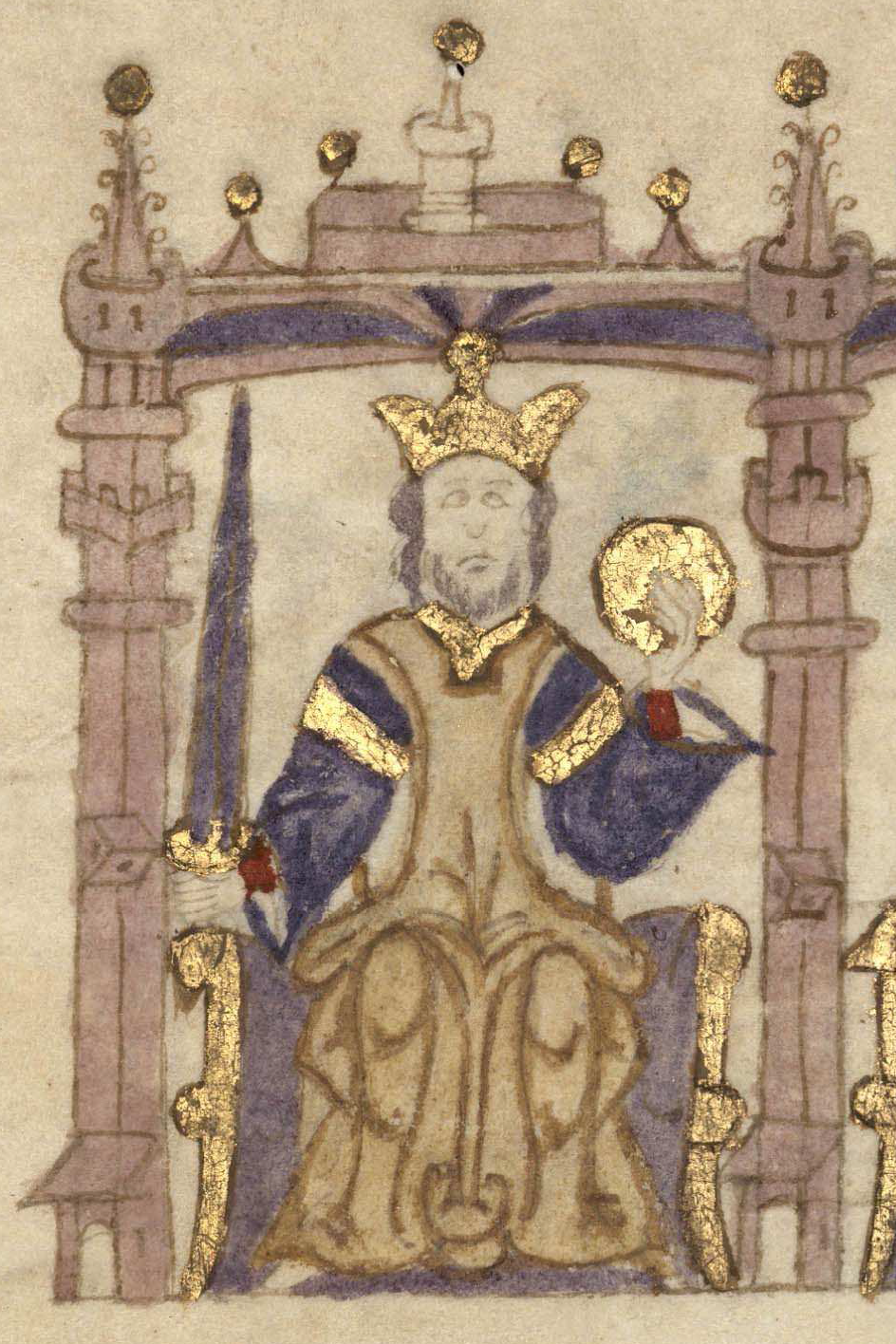
«Compendio de crónicas de reyes...» бл. 1312—1325
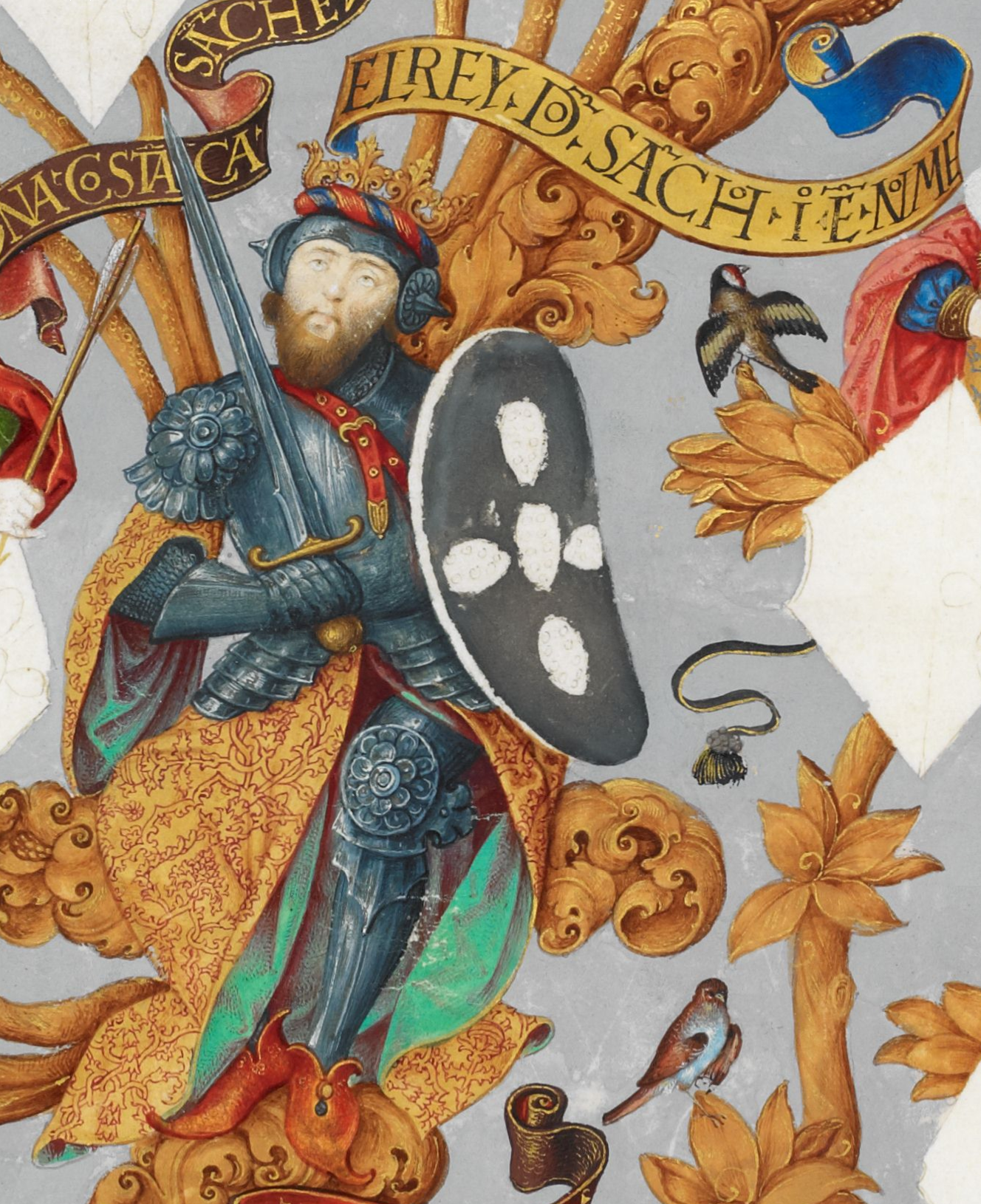
Портрет Саншу «Генеалогія королів Португалії», 1530—1534
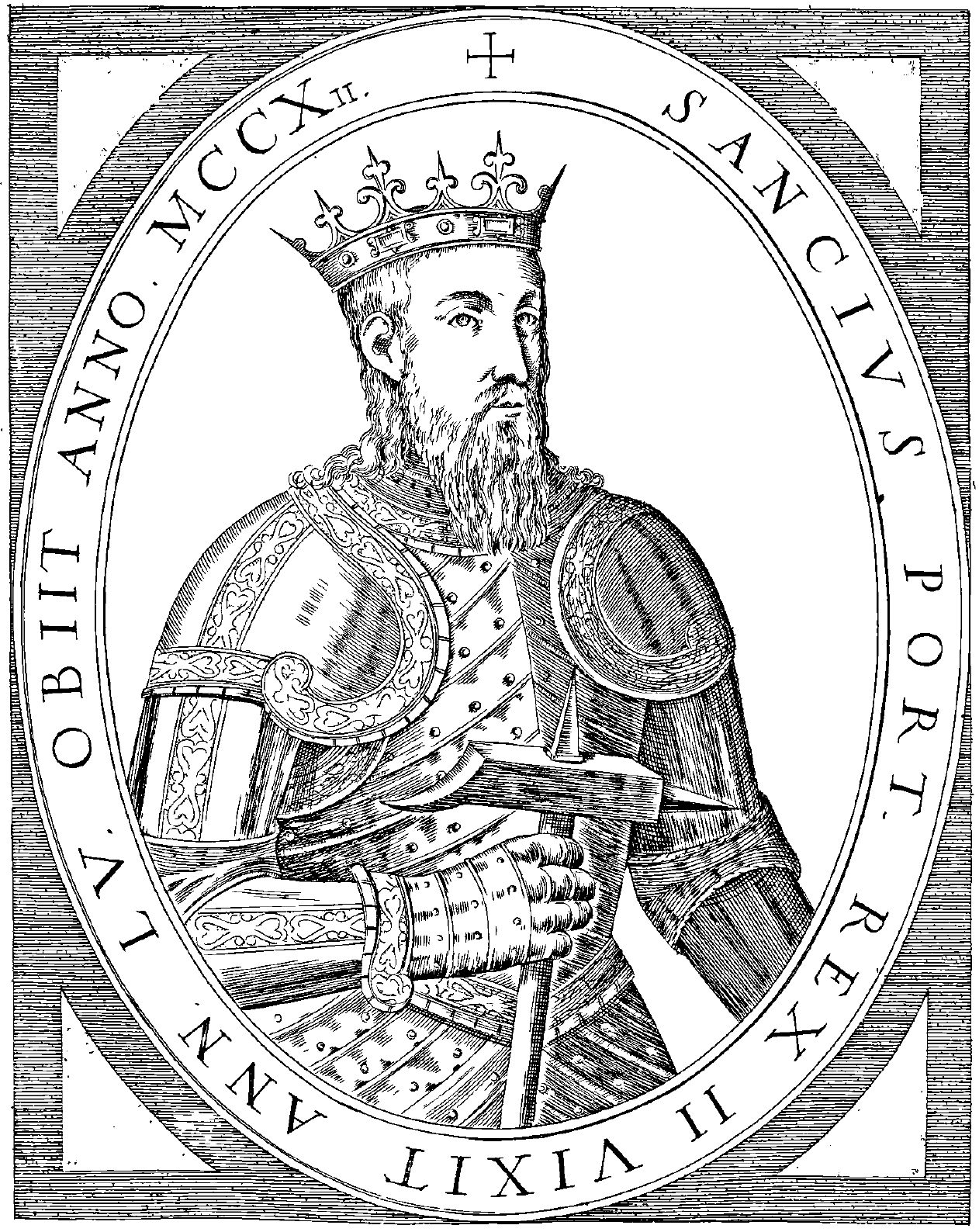
1603
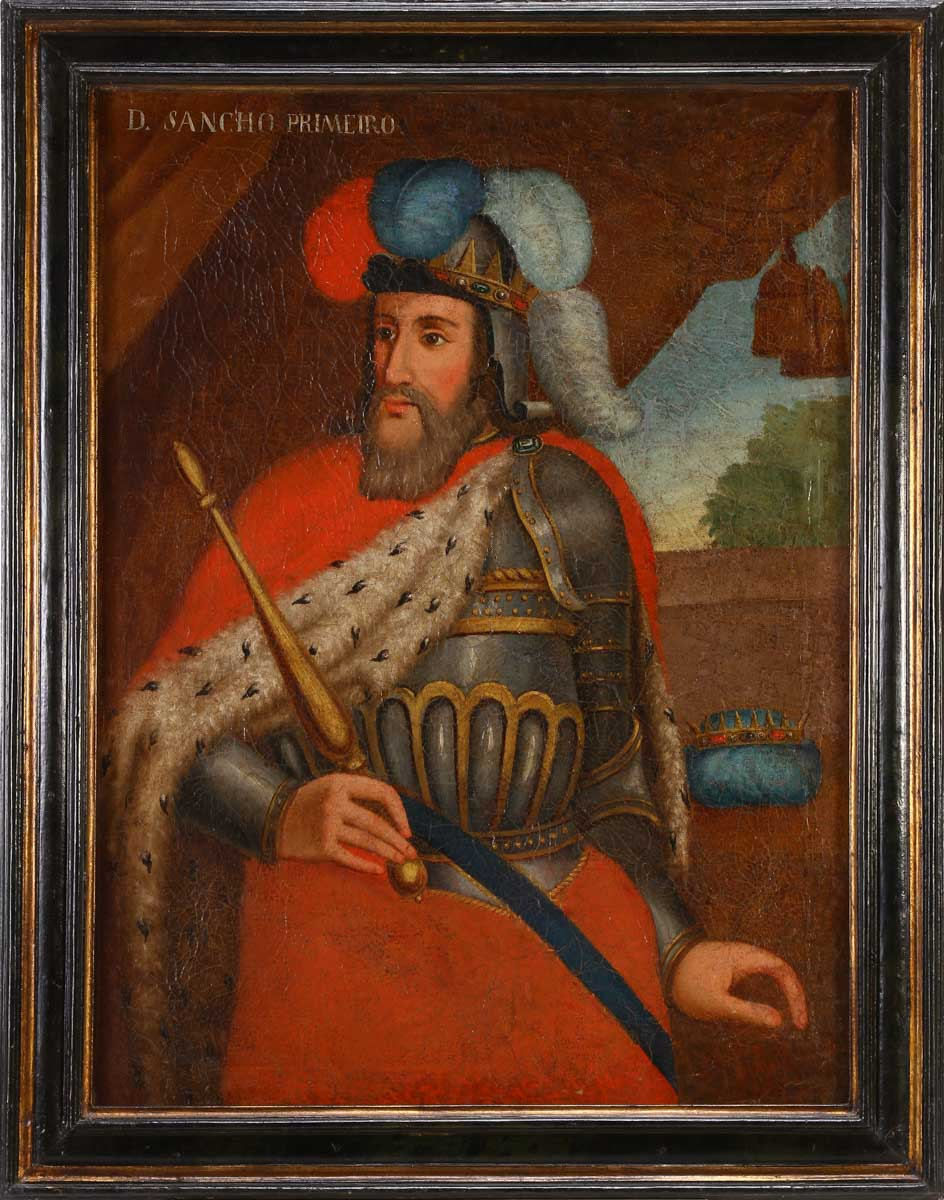
XVIII ст.
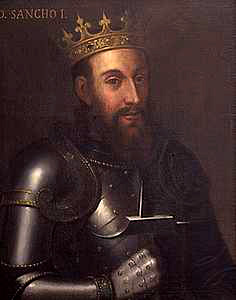
XIX ст.
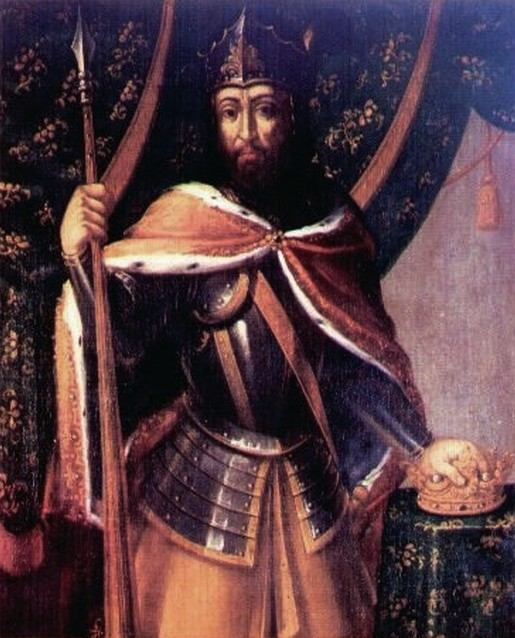
XIX ст.
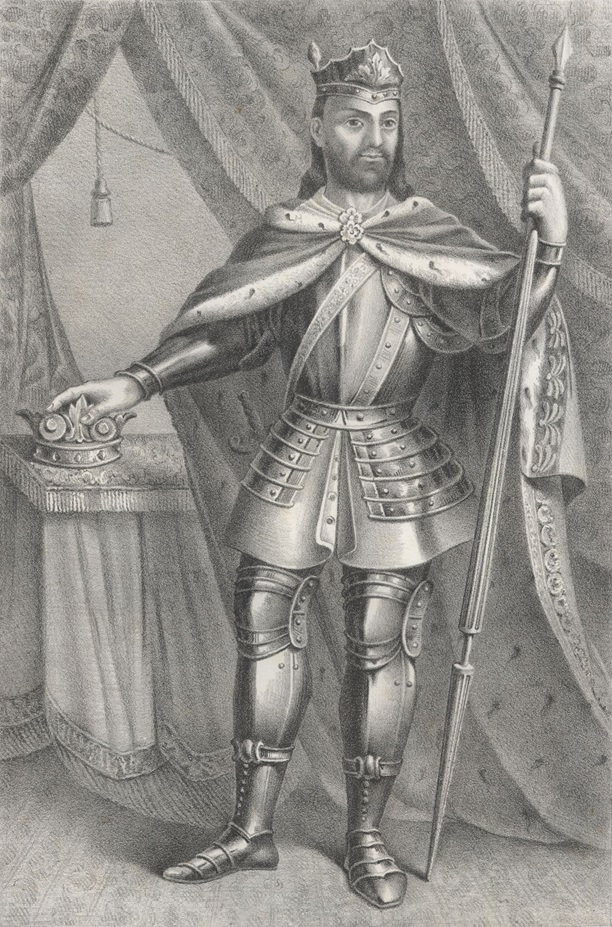
XIX ст.
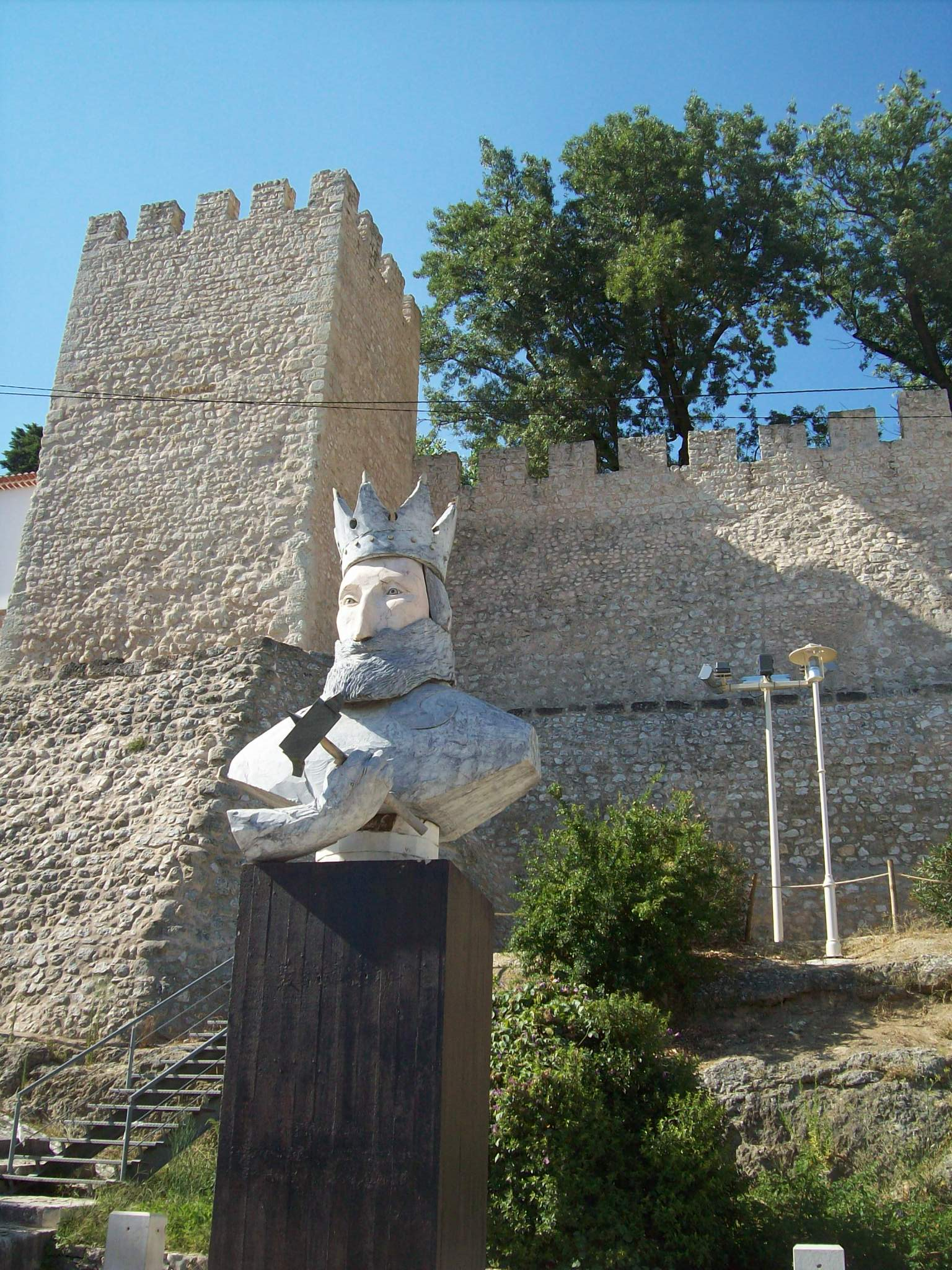
Пам'ятник у Торреш-Новаш
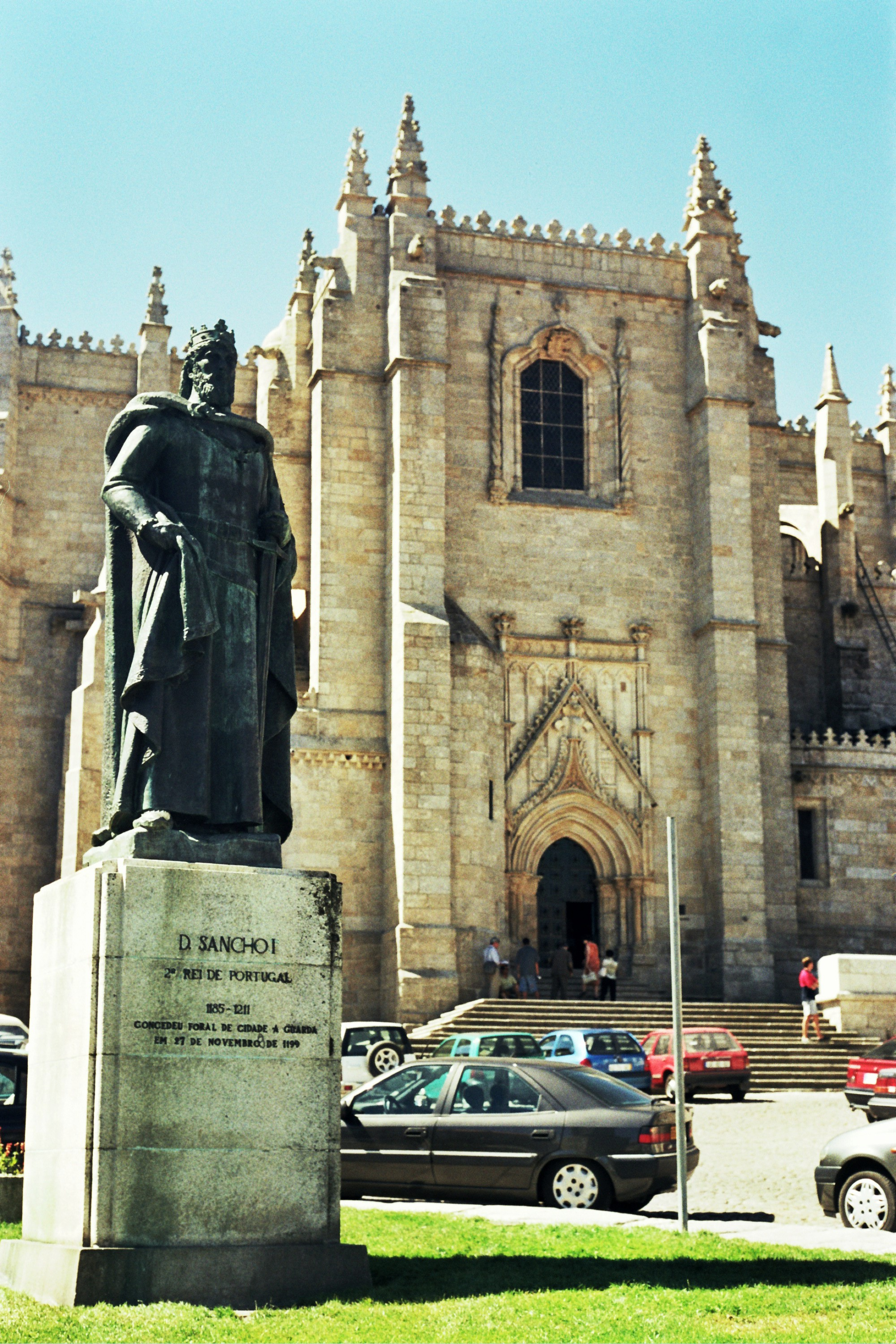
Пам'ятник у Коїмбрі
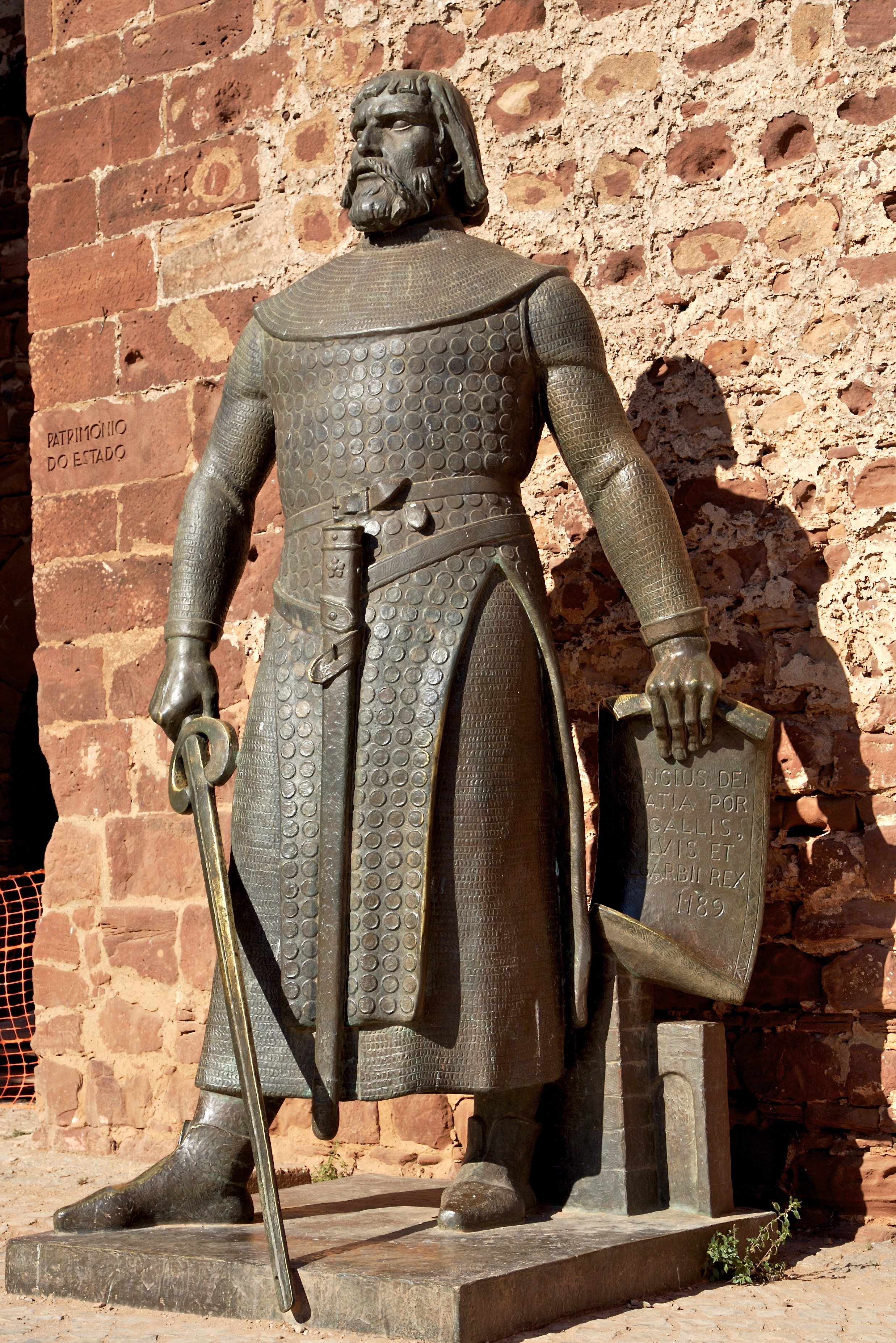
Пам'ятник у Сілвеші